# Луїджі Каніна
Луїджі Каніна (італ. Luigi Canina; нар.1795 — пом.1856) — італійський археолог та архітектор.
У 1826 році Канина завідував роботами по реставрації та збільшення Вілла-Боргезе, а дещо пізніше папи Лев XII, Пій VIII, та Григорій XVI доручали йому розкопки на римському Форумі і в римській Кампанії. Був професором в Туринському університеті. В 1843 році обраний почесним членом Національної академії дизайну.
Одні з найважливіших праць:
- «L'architettura antica descritta е dimostrata coi monumenti» (9 т., атлас 3 т., 1839—1846);
- «Gli edifizii di Roma antica» (1848—1856);
- «Descrizione storica del foro romano» (1834);
- «Antica Etruria maritima» (1846—1851).